# Tony Honoré
Anthony Maurice „Tony“ Honoré (* 30. März 1921 in London; † 26. Februar 2019 in Oxford) war ein englischer Jurist und Hochschullehrer, bekannt für seine Arbeiten über Rechtsbegriffe wie Eigentum und Kausalität sowie zum römischen Recht.

## Leben
Geboren 1921 in London, wuchs Honoré in Südafrika auf, wo er das Diocesan College in Rondebosch, einem Vorort von Kapstadt besuchte. Er war 1940 bereits zum Studium in Oxford zugelassen, schob seinen Studienbeginn aber auf, um seinen Militärdienst im Zweiten Weltkrieg zu leisten. In der ersten Schlacht von El Alamein 1942 wurde er schwer verwundet.
Etwa 1946 nahm er sein Studium in Rechtswissenschaften und Rechtsphilosophie am New College tatsächlich auf. Sein Lehrer war der spanisch-irisch-stämmige Francis de Zulueta.:411 Sein Tutor in dieser Zeit war der deutsche Jurist Fritz Pringsheim, der wegen seiner jüdischen Herkunft vor dem Nazi-Regime nach England geflohen war. Pringsheim ermunterte Honoré, seine Studien zum römischen Recht trotz dessen mäßiger Deutschkenntnisse fortzusetzen.:418 Über Pringsheim entstand auch später die Beziehung von Honoré zur Universität Freiburg. Honorés Freundschaft zu Detlef Liebs sorgte später dafür, dass diese Beziehung aufrechterhalten blieb. Honoré blieb der einzige englischsprachige Schüler Pringsheims.:418 Neben Franz Wieacker gilt er als bedeutendster Pringsheim-Schüler. Mit diesen Kenntnissen verfasste er 2004 ein Kapitel über Pringsheim in einer Aufarbeitung der Emigrationsfolgen.
Nach seiner Graduierung 1949 wurde Honoré durch ein Rhodes-Stipendium gefördert. Ab 1948 lehrte Honoré in Oxford. In dieser Zeit lehrte der Oxbridge-Fellow am Queen’s College und später am New College als Rhodes Reader in Roman-Dutch law. Für die Jahre von 1971 bis 1988 folgte er David Daube als Regius Professor of Civil Law und Fellow am All Souls College. Obwohl er sich von diesem Lehrstuhl zurückgezogen hatte, lehrte er gemeinsam mit seinem früheren Schüler, dem Rechtsphilosophen John Gardner, weiter an dieser Universität.

## Forschungsinteressen
Mit seinen eigenen Forschungen widmete er sich der Geschichte des römischen Rechts. Im Fokus seiner Untersuchungen standen die Quellenurheber der juristischen Literatur, beispielsweise der Klassiker Ulpian oder der Epiklassiker Tribonianus. Er widmete sich auch dem südafrikanischen Trust Law und anderen zivilrechtlichen Themen. Das Prinzip der juristischen Verantwortlichkeit als Fragestellung der Rechtsphilosophie beschäftigte ihn ebenso wie die Vergleichenden Rechtswissenschaften.
Honoré gilt als enger Vertrauter von H. L. A. Hart (1907–1992). Gemeinsam veröffentlichten sie 1959 Causation in the Law („Kausalität im Rechtswesen“), nachdem sie zusammen Vorlesungen zu diesem Thema gehalten hatten. Honoré wird einiger Einfluss auf Hart’s Hauptwerk Der Begriff des Rechts (Concept of Law) aus dem Jahr 1961 zugesprochen. Eine enge Zusammenarbeit pflegte er auch mit John Gardner.

### Eigentum nach Honoré
Die US-amerikanischen Juristen James E. Penner und Wesley Newcomb Hohfeld bezeichnen Honoré – trotz ihrer sehr unterschiedlichen Herangehensweisen an den Themenkomplex – als Begründer der Idee „Eigentum als Bündel von Rechten“ zu denken (vgl. Eigentumstheorien). Andere Forscher verweisen noch auf Daniel Bromley.
|    |                                                | Regen- schirm | Aktie von BT | British Telecom                       |
| 1  | Recht zu besitzen                              | Ja            | Ja           | Nein                                  |
| 2  | Recht zu verwenden                             | Ja            | Ja           | Nein                                  |
| 3  | Recht zu managen                               | Ja            | Ja           | nur Aktionärsversammlung              |
| 4  | Recht auf Ertrag                               | Ja            | Ja           | nur offizielle Dividende              |
| 5  | Recht auf den Kapitalwert                      | Ja            | Ja           | nur bei Zerschlagung des Unternehmens |
| 6  | Recht auf Sicherheit vor Enteignung            | Ja            | Ja           | Nein                                  |
| 7  | Vorgang der Übertragung                        | Ja            | Ja           | Nein                                  |
| 8  | Recht an der Sache ist nicht zeitlich begrenzt | Ja            | Ja           | Ja                                    |
| 9  | Pflicht, Schaden zu verhindern                 | Ja            | Ja           | Nein                                  |
| 10 | Pfändbarkeit der Sache                         | Ja            | Ja           | Nein                                  |
| 11 | residuale Rechte                               | Ja            | Ja           | Ja                                    |

Honoré leitet seine Erklärung mit einem Vergleich ein: Wenn man ein unbekanntes Tier sieht, dann vergleicht man es mit bekannten Tieren. Hat das Tier hinreichend Merkmale eines Elefanten, dann wird man das Tier als Elefant bezeichnen. Honorés einflussreicher Ansatz zu Eigentum ist dadurch gekennzeichnet, dass er Eigentum nicht als ein einzelnes Recht, sondern ein Bündel von Rechten (und Pflichten) behandelt. Er nennt eine Liste von elf Elementen des Eigentums. Wenn diese Rechte mit einer Sache überwiegend übereinstimmen, dann spricht er auch von Eigentum an der Sache. Die elf Rechte und Pflichten sind:
1. das Recht zu besitzen: Der Eigentümer darf die Sache besitzen, kann also exklusive Kontrolle über die Sache ausüben. Wenn die Sache nicht physisch besessen werden kann, beispielsweise bei nicht-dinglichen Sachen, dann wird das Besitzrecht metaphorisch verstanden oder als Abwehrrecht zur Verhinderung, dass andere die Sache für ihre Interessen nutzen.
2. das Recht zu verwenden: Der Eigentümer darf die Sache zu persönlichen Zwecken verwenden, auch im Unterschied zu den Rechten auf Management und Ertragsnutzen.
3. das Recht zu managen: Der Eigentümer darf darüber verfügen, „wer“ die Sache nutzt, „wann“ und „wie“ er sie nutzt.
4. das Recht auf Ertrag: Der Eigentümer hat die Rechte am Ertrag, den die Sache abwirft, auch wenn er den Nutzen der Sache Dritten überlässt.
5. das Recht auf den Kapitalwert: Der Eigentümer darf die Sache verkaufen, verschenken, verbrauchen, verschwenden, verändern oder zerstören, hat ein vollumfängliches Verfügungsrecht.
6. das Recht auf Sicherheit vor Enteignung: Der Eigentümer kann und darf nicht enteignet werden (Honoré spricht von „Immunität“ vor Enteignung).
7. den Vorgang der Übertragung: Der Eigentümer darf Teile seiner Rechte oder alle Rechte an der Sache auf Dritte übertragen, beispielsweise vererben oder verschenken.
8. das Recht an der Sache ist nicht zeitlich begrenzt: Die Rechte erlöschen nicht mit der Zeit, sondern sind ewig.
9. die Pflicht, Schaden zu verhindern: Durch die Sache darf ein Dritter nicht zu Schaden kommen.
10. die Pfändbarkeit der Sache: Die Sache kann zur Deckung von Schulden gepfändet werden.
11. residuale Rechte: Die Existenz von Regeln die auf Eigentumsrechte zurückgreifen, wenn beispielsweise Steuern nicht gezahlt werden oder wenn andere Pflichten aus dem Eigentum missachtet oder nicht erfüllt werden.

Analysiert man Eigentum in verschiedenen Rechtssystemen nach diesen Kriterien, ergeben sich viele Übereinstimmungen, unabhängig davon, in welchem Land der Erde der Begriff verwendet wird. Selbiges gilt für gesplittete Eigentumsrechte, beispielsweise aus Aktien. Untersucht man aber eine Aktiengesellschaft, dann ist das Bild nicht mehr sehr klar (siehe Kasten rechts). Diese Frage wurde in einem englischen Gerichtsfall, Short v. Treasury Commission (1948, AC 534) aufgeworfen. Hier übernahm das Schatzamt auf der Grundlage der Defence Regulation (1939) das Eigentum an dem börsengelisteten Unternehmen, aber keiner der Verkäufer wollte die Eigentumsrechte abgeben. Die Lordrichter hielten die Entscheidung aufrecht und entschieden:

“shareholders are not, in the eyes of the law, part owners of the undertaking”

„Anteilsinhaber sind, im Auge des Gesetzes, keine Teileigentümer des Unternehmens“

John Kay analysierte mit Hilfe von Honorés Kriterien, dass der Besitz der Aktie nicht den Besitz am Unternehmen vermittelt. Die Rechte, die der Aktionär gegenüber der Aktiengesellschaft hat, konstituieren kein Eigentum.
Teile dieser Rechte werden kontrovers diskutiert. Beispielsweise nennt Honoré als fünftes Recht auch das Recht zu zerstören, zitiert als

“The right to the capital consists in the power to alienate the thing and the liberty to consume, waste or destroy the whole or part of it … The latter liberty need not be regarded as unrestricted; but a general provision requiring things to be conserved in the public interest, so far as not consumed by use in the ordinary way, would perhaps be inconsistent with the liberal idea of ownership.”

„Das Recht auf Kapital besteht aus der Verfügungsgewalt, die Sache zu veräußern und die Freiheit, sie in Teilen oder zur Gänze zu verbrauchen, verschwenden oder zerstören … die letzte Freiheit muss dabei nicht unbeschränkt sein; aber ein allgemeiner Vorbehalt, dass eine Sache im öffentlichen Interesse erhalten bleiben muss und nicht auf gewöhnlichem Wege verbraucht werden darf, wäre möglicherweise unvereinbar mit der liberalen Idee des Eigentums.“

Der Grundgedanke ist, dass der Eigentümer eines Apfels diesen natürlich essen darf und den Apfel somit zerstört. Bei anderen Dingen stellt sich die Frage anders. Der Jurist Joseph Sax stellt dieses Recht in Frage, wenn es sich um Kulturgüter handelt (Playing Darts with a Rembrandt). Andere Autoren vertreten dieses Recht auch angesichts der möglichen Schäden, indem sie mögliche Schäden betrachten, die durch Beschränkung der Eigentumsrechte entstehen. So argumentiert Strahilevitz mit der Zerstörung von eingefrorenen Embryos eines Paares, dessen männlicher Teil nach der Scheidung die Vernichtung der in-vitro gezeugten Embryonen verlangte, die die Mutter gerne spenden wollte.

## Ehrungen
Honoré war Kronanwalt und Bencher des Lincoln’s Inn, Mitglied der British Academy, der Bayerischen Akademie der Wissenschaften (seit 1992), der Accademia Costantiniana sowie der International Academy of Comparative Law. Honoré wurde für seine Unterstützung beim Einrichten des südafrikanischen Verfassungsgerichts 1995 mit Ehrendoktortiteln der Universitäten Südafrika, Stellenbosch und Kapstadt geehrt. Er war Ehrenbürger der Heimatstadt seines Amtsvorgängers Alberico Gentili, San Ginesio in Italien, und Ehrenfellow des Harris Manchester College in Oxford.
Honoré hielt die Hamlyn- (1982, University of Exeter), Blackstone- (Pembroke College (Oxford)) und H. L. A. Hart-Vorlesung (University of Oxford), die J. H. Gray Vorlesung an der University of Cambridge und die Maccabaen Vorlesung in Rechtswissenschaften an der British Academy. Zu seinen Ehren wurden drei Festschriften veröffentlicht:
- Neil MacCormick, Peter Birks (Hrsg.): The Legal Mind: Essays for Tony Honoré. 1985.[34]
- Peter Cane, John Gardner (Hrsg.): Relating to Responsibility: Essays in Honor of Tony Honoré on his 80th Birthday. 2001.[35]
- Daniel Visser, Max Loubser (Hrsg.): Thinking about Law: Essays for Tony Honore. 2011.[13]

2013 wurde zu Ehren von Tony Honoré ein Stipendium mit seinem Namen vergeben.

## Schriften
Honoré ist Autor von sechzehn Büchern und über einhundert Artikeln. Gemäß dem World-Catalog werden 78 seiner Arbeiten in 377 Publikationen und übersetzt in fünf Sprachen von weit über 7500 Bibliotheken geführt.
Bücher
- mit H. L. A. Hart: Causation in the Law. Oxford 1959.
- Gaius. Clarendon Press, 1962.
- The South African Law of Trusts. Juta 1965.
- Tribonian. Duckworth 1978.
- Sex Law. Duckworth 1978.
- mit J. Menner: Concordance to the Digest Jurists. 1980.
- Emperors and Lawyers. Duckworth, 1981.
- Ulpian; Clarendon Press. New York 1982.
- The Quest for Security: Employees, Tenants, Wives. Stevens 1982.
- About Law: An Introduction. Clarendon Press, 1985.
- Making Law Bind. Oxford 1987.
- Law in the Crisis of Empire. New York 1998.
- Responsibility and Fault. Oxford 1999.

Wichtige Artikel
- Responsibility and luck: the moral basis of strict liability. In: Law Quarterly Review. (1988) 104, S. 530.